# Amazonas-Beilbauchhering
Der Amazonas-Beilbauchhering (Pellona castelnaeana) gehört zur Familie der Beilbauchheringe, von denen einige wenige Arten im Süßwasser des tropischen Südamerika vorkommen.

## Beschreibung
Der Amazonas-Beilbauchhering wird üblicherweise bis zu 80 Zentimeter lang und 7 Kilogramm schwer. Der größte mit der Angel gefangene Beilbauchhering wog 7,1 Kilogramm und stammte aus dem Río Caura in Venezuela. Berufsfischer fingen in diesem Fluss schon Exemplare bis 9 Kilogramm.
Der Amazonas-Beilbauchhering besitzt folgende Flossenformel: Dorsale 0, Anale 34–38.
Sein Unterkiefer ist überstehend, das heißt, er hat ein oberständiges Maul. Die Fische haben oft auf dem Rücken eine metallisch blaue bis in die Farben Rot und Grün irisierende, stark lichtbrechende Färbung, während am Kopf und an der Unterseite gelbliche Farbtöne dominieren.
In Brasilien wird er Apapá oder Sardinha Branca genannt, in spanischsprachigen Ländern Sardinata. Im Englischen heißt er auch Amazon Pellona.

## Verbreitung
Amazonas-Beilbauchheringe kommen im Flusssystem des Amazonas von Iquitos in Peru, dem Ambyiacu, einem kleinen Nebenfluss des Amazonas in Ecuador, über Manaus in Brasilien bis in den Brackwasser-Mündungsbereich des Amazonas vor. Ebenso findet man ihm am Amuku-See in Guyana, wo die Verbindung zwischen Essequibo und dem Trombetas, einem Nebenfluss des Amazonas besteht. Des Weiteren lebt er in tropischen Tieflandflüssen Boliviens, Kolumbiens und Venezuelas.
Die Art ist verwandt mit dem Gelbflossen-Fluss-Beilbauchhering (Pellona flavipinnis), der auch im Einzugsgebiet des Río de la Plata vorkommt.

## Lebensweise
Die Biologie von Pellona castelnaeana wurde aufgrund von Untersuchungen im bolivianischen Río Mamoré näher beschrieben: Amazonas-Beilbauchheringe leben nahezu ausschließlich im fließenden Weißwasser der Galeriewälder, wobei Sauerstoff zum wichtigsten limitierenden Faktor wird. Die Fische werden maximal sieben Jahre alt und laichen bei Niedrigwasser in den Monaten August bis Oktober in strömenden Gewässerbereichen ab. Während sich Jungfische von Kleintieren, Insekten, Krebsen ernähren, fressen adulte Exemplare fast ausschließlich Fische. Amazonas-Beilbauchheringe sind Oberflächenräuber, die in kleinen Gruppen und Schwärmen in Flüssen, Seen und Überschwemmungsauen auf Beutejagd gehen. Ihre größte Aktivität entwickeln sie kurz vor der Dämmerung, wo man sie durch das Aufklatschen der von ihnen gejagten Beutefische, vornehmlich kleinere Salmlerarten, gut lokalisieren kann.

## Nutzung
Als Sportfisch lokal von Bedeutung, als Speisefisch wegen seines weniger wohlschmeckenden Fleisches nur von geringem Wert.